# Quantanthura andamanensis
Quantanthura andamanensis is een pissebed uit de familie Anthuridae. De wetenschappelijke naam van de soort is voor het eerst geldig gepubliceerd in 2000 door Brian Frederick Kensley & Marilyn Schotte.